# Senad Tiganj
Senad Tiganj (ur. 28 sierpnia 1975 w Jesenicach) – słoweński piłkarz, grający na pozycji napastnika, reprezentant Słowenii.

## Kariera piłkarska

### Kariera klubowa
Tiganj występował w Svobodzie Lublana, NK Mura, Korotanie Prevalje, Olimpija Lublana, Karpatach Lwów, NK Rijeka, NK Lublana, Rot-Weiß Erfurt, SV Wacker Burghausen, Jahn Regensburg, NK Drava Ptuj, Kapfenberger SV, SAK Klagenfurt, Aluminij Kidricevo i ponownie w Dravie Ptuj. 

### Kariera reprezentacyjna
Z reprezentacją Słowenii uczestniczył w mistrzostwach świata w piłce nożnej 2002.